# Le Voyage en Orient
Ne doit pas être confondu avec Voyage en Orient.
Le Voyage en Orient (titre original allemand : Die Morgenlandfahrt) est un roman de Hermann Hesse paru en 1932.